# A Billboard Hot 100 listavezetői 1985-ben

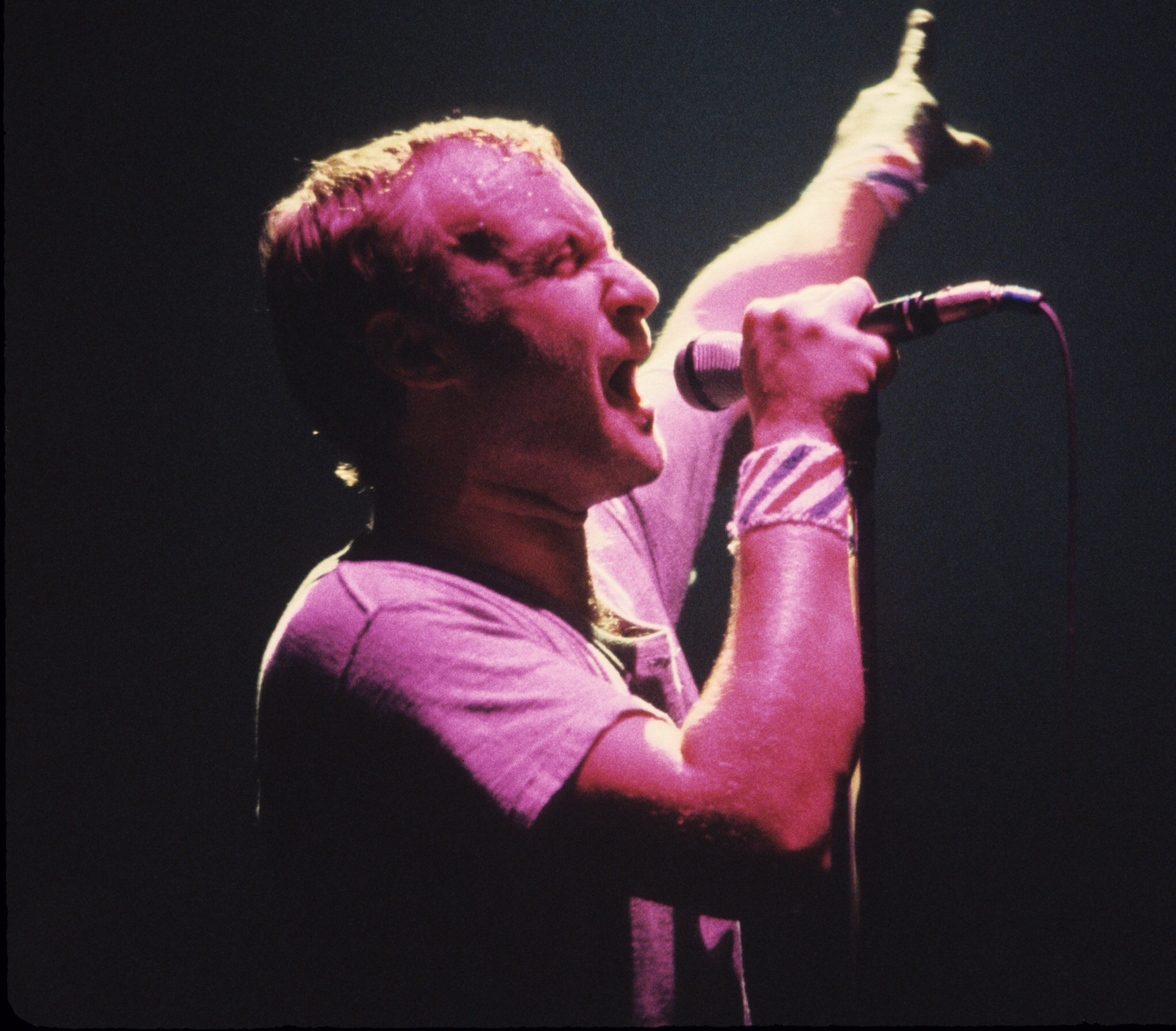
Phil Collins három dala is elérte a lista első helyét az évben, ezzel a legsikeresebb előadó lett.

Az alábbi listán a Billboard Hot 100 listavezetői szerepelnek 1985-ben. A legtöbb időt a lista élén töltött kislemezek a We Are the World és a Like a Virgin voltak, amelyek mind négy hétig volt az első helyen. A Say You, Say Me két hetet töltött a lista élén 1985-ben, és még kettőt 1986-ban. Madonna Like a Virgin című dala összesen hat hetet töltött a lista élén, amely sorozat 1984-ben kezdődött.
Ebben az évben 17 előadó érte el az első helyet. A Careless Whisper volt George Michael első szólódala a lista élén. Madonna, Wham!, Phil Collins és a Tears for Fears voltak az egyetlen előadók, akiknek több dala is elérte az első helyet.
| A sárga háttérrel jelölt dal a Billboard év végi listájának első helyezettje. |

| No. | Megjelenés     | Dal                               | Előadó(k)                              | For.   |
| --- | -------------- | --------------------------------- | -------------------------------------- | ------ |
| 561 | január 5.      | Like a Virgin                     | Madonna                                | [ 1 ]  |
| 561 | január 12.     | Like a Virgin                     | Madonna                                | [ 2 ]  |
| 561 | január 19.     | Like a Virgin                     | Madonna                                | [ 3 ]  |
| 561 | január 26.     | Like a Virgin                     | Madonna                                | [ 4 ]  |
| 562 | február 2.     | I Want to Know What Love Is       | Foreigner                              | [ 5 ]  |
| 562 | február 9.     | I Want to Know What Love Is       | Foreigner                              | [ 6 ]  |
| 563 | február 16.    | Careless Whisper                  | Wham!, George Michael közreműködésével | [ 7 ]  |
| 563 | február 23.    | Careless Whisper                  | Wham!, George Michael közreműködésével | [ 8 ]  |
| 563 | március 2.     | Careless Whisper                  | Wham!, George Michael közreműködésével | [ 9 ]  |
| 564 | március 9.     | Can't Fight This Feeling          | REO Speedwagon                         | [ 10 ] |
| 564 | március 16.    | Can't Fight This Feeling          | REO Speedwagon                         | [ 11 ] |
| 564 | március 23.    | Can't Fight This Feeling          | REO Speedwagon                         | [ 12 ] |
| 565 | március 30.    | One More Night                    | Phil Collins                           | [ 13 ] |
| 565 | április 6.     | One More Night                    | Phil Collins                           | [ 14 ] |
| 566 | április 13.    | We Are the World                  | USA for Africa                         | [ 15 ] |
| 566 | április 20.    | We Are the World                  | USA for Africa                         | [ 16 ] |
| 566 | április 27.    | We Are the World                  | USA for Africa                         | [ 17 ] |
| 566 | május 4.       | We Are the World                  | USA for Africa                         | [ 18 ] |
| 567 | május 11.      | Crazy for You                     | Madonna                                | [ 19 ] |
| 568 | május 18.      | Don't You (Forget About Me)       | Simple Minds                           | [ 20 ] |
| 569 | május 25.      | Everything She Wants              | Wham!                                  | [ 21 ] |
| 569 | június 1.      | Everything She Wants              | Wham!                                  | [ 22 ] |
| 570 | június 8.      | Everybody Wants to Rule the World | Tears for Fears                        | [ 23 ] |
| 570 | június 15.     | Everybody Wants to Rule the World | Tears for Fears                        | [ 24 ] |
| 571 | június 22.     | Heaven                            | Bryan Adams                            | [ 25 ] |
| 571 | június 29.     | Heaven                            | Bryan Adams                            | [ 26 ] |
| 572 | július 6.      | Sussudio                          | Phil Collins                           | [ 27 ] |
| 573 | július 13.     | A View to a Kill                  | Duran Duran                            | [ 28 ] |
| 573 | július 20.     | A View to a Kill                  | Duran Duran                            | [ 29 ] |
| 574 | július 27.     | Everytime You Go Away             | Paul Young                             | [ 30 ] |
| 575 | augusztus 3.   | Shout                             | Tears for Fears                        | [ 31 ] |
| 575 | augusztus 10.  | Shout                             | Tears for Fears                        | [ 32 ] |
| 575 | augusztus 17.  | Shout                             | Tears for Fears                        | [ 33 ] |
| 576 | augusztus 24.  | The Power of Love                 | Huey Lewis and the News                | [ 34 ] |
| 576 | augusztus 31.  | The Power of Love                 | Huey Lewis and the News                | [ 35 ] |
| 577 | szeptember 7.  | St. Elmo's Fire (Man in Motion)   | John Parr                              | [ 36 ] |
| 577 | szeptember 14. | St. Elmo's Fire (Man in Motion)   | John Parr                              | [ 37 ] |
| 578 | szeptember 21. | Money for Nothing                 | Dire Straits                           | [ 38 ] |
| 578 | szeptember 28. | Money for Nothing                 | Dire Straits                           | [ 39 ] |
| 578 | október 5.     | Money for Nothing                 | Dire Straits                           | [ 40 ] |
| 579 | október 12.    | Oh Sheila                         | Ready for the World                    | [ 41 ] |
| 580 | október 19.    | Take On Me                        | a-ha                                   | [ 42 ] |
| 581 | október 26.    | Saving All My Love for You        | Whitney Houston                        | [ 43 ] |
| 582 | november 2.    | Part-Time Lover                   | Stevie Wonder                          | [ 44 ] |
| 583 | november 9.    | Miami Vice Theme                  | Jan Hammer                             | [ 45 ] |
| 584 | november 16.   | We Built This City                | Starship                               | [ 46 ] |
| 584 | november 23.   | We Built This City                | Starship                               | [ 47 ] |
| 585 | november 30.   | Separate Lives                    | Phil Collins és Marilyn Martin         | [ 48 ] |
| 586 | december 7.    | Broken Wings                      | Mr. Mister                             | [ 49 ] |
| 586 | december 14.   | Broken Wings                      | Mr. Mister                             | [ 50 ] |
| 587 | december 21.   | Say You, Say Me                   | Lionel Richie                          | [ 51 ] |
| 587 | december 28.   | Say You, Say Me                   | Lionel Richie                          | [ 52 ] |